# كسينيا رابوبور
كسينيا رابوبور (بالروسية: Ксения Александровна Раппопорт )‏ (و. 1974 – م) هي ممثلة، من الاتحاد السوفيتي، ولدت في سانت بطرسبرغ.

## التعليم
تعلمت في Russian State Institute of Performing Arts ‏.

## جوائز
حصلت على جوائز منها:
- فنان الاستحقاق لروسيا الاتحادية [الإنجليزية]‏ (15 ديسمبر 2009)
- جائزة العقاب الذهبي (2009)
- كأس فولبي لأفضل ممثلة [الإنجليزية]‏ (2009)
- Kinotavr [الإنجليزية]‏ (2008)
- ديفيد دي دوناتيلو (2007)
- فنان الشعب الروسي.

## وصلات خارجية
- كسينيا رابوبور على موقع IMDb (الإنجليزية)
- كسينيا رابوبور على موقع روتن توميتوز (الإنجليزية)
- كسينيا رابوبور على موقع ألو سيني (الفرنسية)
- كسينيا رابوبور على موقع أول موفي (الإنجليزية)
- كسينيا رابوبور على موقع قاعدة بيانات الأفلام السويدية (السويدية)
- كسينيا رابوبور على موقع قاعدة بيانات الفيلم (الإنجليزية)
- كسينيا رابوبور على موقع كينوبويسك (الروسية)